# Wahlkreis Runnymede and Weybridge

Der Wahlkreis Runnymede and Weybridge mit den Grenzen von 2007

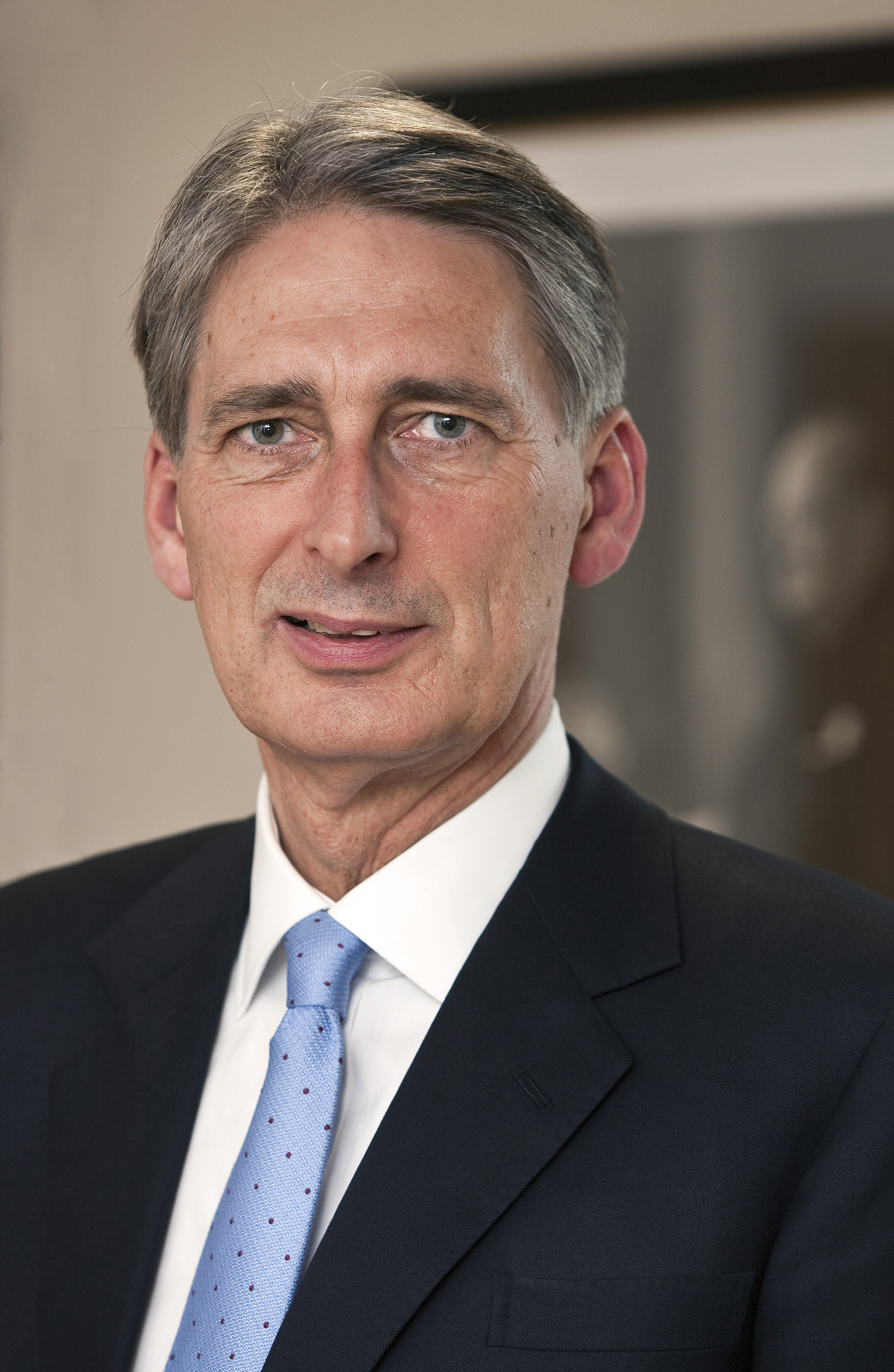
Philip Hammond vertrat den Wahlkreis zwischen 1997 und 2019

Runnymede and Weybridge ist ein Wahlkreis für das britische Unterhaus in der Grafschaft Surrey. Der Wahlkreis wurde 1997 in seiner heutigen Form geschaffen und deckt einen Großteil von Addlestone, Chertsey, Egham und Weybridge ab. Er entsendet einen Abgeordneten ins Parlament.

## Geschichte
Der Wahlkreis wurde seit seiner Erschaffung von Philip Hammond, welcher zwischen 2016 und 2019 als Chancellor of the Exchequer und davor zwei Jahre als Außenminister amtierte, im Parlament vertreten. Dieser wollte sich ursprünglich auch bei der Britischen Unterhauswahl 2019 um seine Wiederwahl bewerben, wenngleich lange Zeit unklar war, ob Hammond sich mit einer neuen Partei, als Parteiloser oder als Kandidat der Conservative Party bewerben wird. Am 5. November verkündete er auf eine Wiederwahl zu verzichten. Bei der Wahl ging der Sitz an den konservativen Politiker Ben Spencer.
Der Wahlkreis wies im April 2013 eine Arbeitslosigkeit von lediglich 1,3 % auf. Dieser Wert lag damit erheblich niedriger als der nationale Durchschnitt von 3,8 %.